# Список федеральних президентів Австрії
Це список федеральних президентів Австрії.

## Перша республіка (1918—1938)
|                                                     | № | Фото | Прізвище         | Роки життя | Повноваження                                                   | Партія                                       | Примітки |
| --------------------------------------------------- | - | ---- | ---------------- | ---------- | -------------------------------------------------------------- | -------------------------------------------- | -------- |
| Федеральні президенти Першої Республіки (1918—1938) |   |      |                  |            |                                                                |                                              |          |
|                                                     | 1 |      | Карл Зейц        | 1869–1950  | 5 березня 1919 — 21 жовтня 1919 21 жовтня 1919 — 9 грудня 1920 | Соціал-демократична робітнича партія Австрії | [ 1 ]    |
|                                                     | 2 |      | Міхаель Хайніш   | 1858–1940  | 9 грудня 1920 — 9 грудня 1924 9 грудня 1924 — 10 грудня 1928   |                                              | [ 2 ]    |
|                                                     | 3 |      | Вільгельм Міклас | 1872–1956  | 10 грудня 1928 — 4 березня 1933 4 березня 1933 — 1 травня 1934 | Вітчизняний фронт                            | [ 3 ]    |

## Друга республіка (з 1945)
|                              | №  | Фото | Прізвище                  | Роки життя | Повноваження | Партія                                 | Примітки |
| ---------------------------- | -- | ---- | ------------------------- | ---------- | ------------ | -------------------------------------- | -------- |
| Президенти Другої республіки |    |      |                           |            |              |                                        |          |
|                              | 4  |      | Карл Реннер               | 1870–1950  | 1945-1950    | СДПА                                   | [ 4 ]    |
|                              | 5  |      | Теодор Кернер             | 1873–1957  | 1951-1957    | СДПА                                   | [ 5 ]    |
|                              | 6  |      | Адольф Шерф               | 1890–1965  | 1957-1965    | СДПА                                   | [ 6 ]    |
|                              | 7  |      | Франц Йонас               | 1899–1974  | 1965-1974    | СДПА                                   | [ 7 ]    |
|                              | 8  |      | Рудольф Кірхшлегер        | 1915–2000  | 1974-1986    | безпартійний                           | [ 8 ]    |
|                              | 9  |      | Курт Вальдхайм            | 1918–2007  | 1986-1992    | АНП                                    | [ 9 ]    |
|                              | 10 |      | Томас Клестіль            | 1932–2004  | 1992-2004    | АНП                                    | [ 10 ]   |
|                              | 11 |      | Хайнц Фішер               | 1938–      | 2004-2016    | СПА                                    | [ 11 ]   |
|                              | 12 |      | Александер ван дер Беллен | 1944–      | 2017-        | безпартійний, підтримка Партії Зелених | [ 12 ]   |

- CS — Християнська соціалістична партія
- SDAPÖ — Соціал-демократична робітнича партія Австрії
- VF — Вітчизняний фронт (Vaterländische Front)
- NSDAP — Націонал-соціалістична німецька робітнича партія (Nationalsozialistische Deutsche Arbeiterpartei)
- SPÖ — Соціал-демократична партія Австрії
- ÖVP — Австрійська народна партія